# O Figueirense
O Figueirense é um jornal regional de Portugal, fundado na cidade da Figueira da Foz em 1919, editado por Joaquim Gomes d' Almeida teve como seus primeiros diretores José Maria Cardoso e José da Silva Fonseca. Em 2001, o jornal lançou no seu website uma versão online do jornal, que mantém até hoje, incluindo um arquivo gratuito de todas as edições desde 4 de maio de 2001.
O diretor atual é António Jorge Lé. O jornal sai mensalmente, à sexta-feira.